# HPLIP
En la informática, el proyecto HPLIP  (HP Linux Imaging and Printing, o Proyecto para Gestión de Imágenes e Impresiones de HP), iniciado y liderado por Hewlett-Packard (HP), contribuye a facilitar que los sistemas con GNU/Linux tengan la habilidad de interactuar con las impresoras HP, sean de chorro de tinta o Láser, incluyendo soporte completo para la funcionalidad integrada de los modelos multifunción (con impresora, escáner y fax).
El controlador actual incluye capacidad para soportar más de 2080 modelos actuales de impresoras HP, y es Software libre y de código abierto (FLOSS), distribuido con las licencias libres GPLv2, MIT y BSD.
El proyecto HPLIP apunta a trabajar en colaboración con los proyectos CUPS (Common UNIX Printing System, o Sistema de impresión común de Unix) y SANE (Scanner Access Now Easy, o Acceso Simple y Ágil a los Escáneres), para mejorar, complementar y reforzar sus funcionalidades, para gestionar respectivamente dispositivos de Impresión y Escaneo, de modo integrado, enfocado exclusivamente en la gama de dispositivos fabricados por HP.
El proyecto previo de HP para Linux, conocido como HPOJ (HP OfficeJet), que consideraba sólo las impresoras HP de tipo OfficeJet, finalizó su desarrollo el 13 de marzo de 2006, pasando su funcionalidad existente a integrarse con la funcionalidad extendida de HPLIP, que incluye todos los dispositivos de impresión y escaneo de HP.

## Herramientas
- Instalador automatizado, compatible con las principales Distribuciones de Linux.
- Interface Gráfica (HUI) y aplicaciones para uso de Fax, desarrolladas en Qt, que permite la configuración de dispositivos y la realización de varias acciones relacionadas con impresión y escaneo.
- Una variedad de herramientas por línea de comandos, para configurar y agregar dispositivos, así como para escanear o imprimir (facilitan la integración interna con otras aplicaciones).

## Soporte
HP ofrece ayuda y soporte oficial para HPLIP en sus sitios web. s
versión 3.19.8 

agregado soporte a las siguientes impresoras

- HP DesignJet T1530 Postscript
- HP DesignJet T2530 Postscript
- HP DesignJet T930 Postscript
- HP DesignJet T1600 Postscript Printer
- HP DesignJet T1600dr Postscript Printer
- HP DesignJet T2600 Postscript MFP
- HP LaserJet Pro MFP M329dn
- HP LaserJet Pro MFP M329dw
- HP LaserJet Pro M305d
- HP LaserJet Pro M304a
- HP LaserJet Pro M305dn
- HP LaserJet Pro M305dw

agregado soporte a las siguientes distribuciones
- OpenSuse 15.1
- Debian 9.9
- Debian 10
- Manjaro 18.0.4
- Linux Mint 19.2
- RHEL 8.0